# Octodesmus kamoli
Octodesmus kamoli is een keversoort uit de familie boorkevers (Bostrichidae). De wetenschappelijke naam van de soort is voor het eerst geldig gepubliceerd in 1964 door Chujo.